# Čaka (powiat Levice)
Čaka – wieś (obec) na Słowacji położona w kraju nitrzańskim, w powiecie Levice. Pierwsze wzmianki o miejscowości pochodzą z roku 1287. 
Według danych z dnia 31 grudnia 2012, wieś zamieszkiwało 767 osób, w tym 404 kobiety i 363 mężczyzn.
W 2001 roku rozkład populacji względem narodowości i przynależności etnicznej wyglądał następująco:
- Słowacy – 98,82%
- Czesi – 0,11%
- Romowie – 0,11%
- Węgrzy – 0,97%

Ze względu na wyznawaną religię struktura mieszkańców kształtowała się w 2001 roku następująco:
- Katolicy rzymscy – 95,06%
- Grekokatolicy – 0,21%
- Ewangelicy – 1,18%
- Husyci – 0,11%
- Ateiści – 2,58%
- Przedstawiciele innych wyznań – 0,11%
- Nie podano – 0,54%